# Stomphia pacifica
Stomphia pacifica är en havsanemonart som beskrevs av Ross och Zamponi 1995. Stomphia pacifica ingår i släktet Stomphia och familjen Actinostolidae. Inga underarter finns listade i Catalogue of Life.